# Ульгі (Жамбильський район)
Ульгі́ (каз. Үлгі) — село у складі Жамбильського району Північноказахстанської області Казахстану. Входить до складу Архангельського сільського округу.
Населення — 27 осіб (2021; 235 у 2009, 363 у 1999, 428 у 1989).
Національний склад станом на 1989 рік:
- казахи — 100 %.